# Avatar: The Last Airbender – Into the Inferno
Avatar: The Last Airbender – Into the Inferno (Avatar: The Legend of Aang – Into the Inferno tại châu Âu) là một trò chơi điện tử hành động phiên lưu phát hành năm 2008, dựa trên mùa ba (Quyển 3: Hỏa) của loạt phim hoạt hình nổi tiếng của Nickelodeon là Avatar: The Last Airbender.
Trò chơi được phát triển bởi THQ Studio Australia cho các hệ máy Wii, PlayStation 2 và Xbox 360; Tose phát triển phiên bản Nintendo DS. Tất cả đều do THQ phát hành.

## Cốt truyện
Người chơi sẽ đi theo cốt truyện của mùa ba trong loạt phim, khi Aang và nhóm bạn của cậu chuẩn bị đối mặt với Hỏa quốc trong trận chiến cuối cùng. Nhiều phân cảnh trong phim được tái hiện, bao gồm:
- Việc Aang học ngự hỏa thuật
- Nhóm cố gắng ngăn chặn Ozai và Azula
- Cuộc chiến cuối với trạng thái Avatar

Mỗi nhân vật sở hữu ngự thuật riêng biệt, và có thể kết hợp trong các trận đánh và giải đố.
Nhân vật có thể điều khiển: Aang, Katara, Toph, Sokka, Zuko, Azula (trong một số phân đoạn)

## Nền tảng và đặc trưng
Wii: Tính năng điều khiển ngự thuật bằng chuyển động tay cầm Wiimote.
DS: Sử dụng màn hình cảm ứng để thực hiện các chiêu thức đặc biệt.
PS2 và Xbox 360: Có đồ họa 3D truyền thống, gameplay thuần túy.

## Phản hồi
Trò chơi nhận được đánh giá trung bình từ giới chuyên môn, được khen về sự phù hợp với khán giả nhỏ tuổi nhưng bị chê vì lối chơi đơn giản, thiếu thử thách và đồ họa không đồng đều giữa các phiên bản.